# Abraxas montivolans
Abraxas montivolans là một loài bướm đêm trong họ Geometridae.